# Damaeus pinguis
Damaeus pinguis är en kvalsterart som först beskrevs av Kulijev 1967.  Damaeus pinguis ingår i släktet Damaeus och familjen Damaeidae. Inga underarter finns listade i Catalogue of Life.